# Dolmen des Redondes
Le dolmen des Retondes, appelé aussi Pierre à la Marte, était un dolmen qui se situait non loin du hameau de Banne dans la partie nord de la commune de Cromac, dans le département de la Haute-Vienne en France.

## Historique
Ce monument semble avoir été signalé pour la première fois en 1851 par E. de Beaufort. Celui-ci en donne alors une description, accompagnée d'un dessin, qui nous renseigne sur l'architecture du dolmen : une dalle de couverture d'une forte épaisseur était alors en place sur trois supports.
Dès 1817, un fragment important de la dalle de couverture aurait été débité pour la construction d’une bâtisse. En 1910, les supports étaient affaissés sous la dalle de couverture. Peu de temps après, on aurait réduit les blocs en gravats pour empierrer un chemin. Franck Delage mentionne l'édifice comme détruit en 1913 mais dans son inventaire de 1922, il le considère encore comme existant.